# Adam Tensta

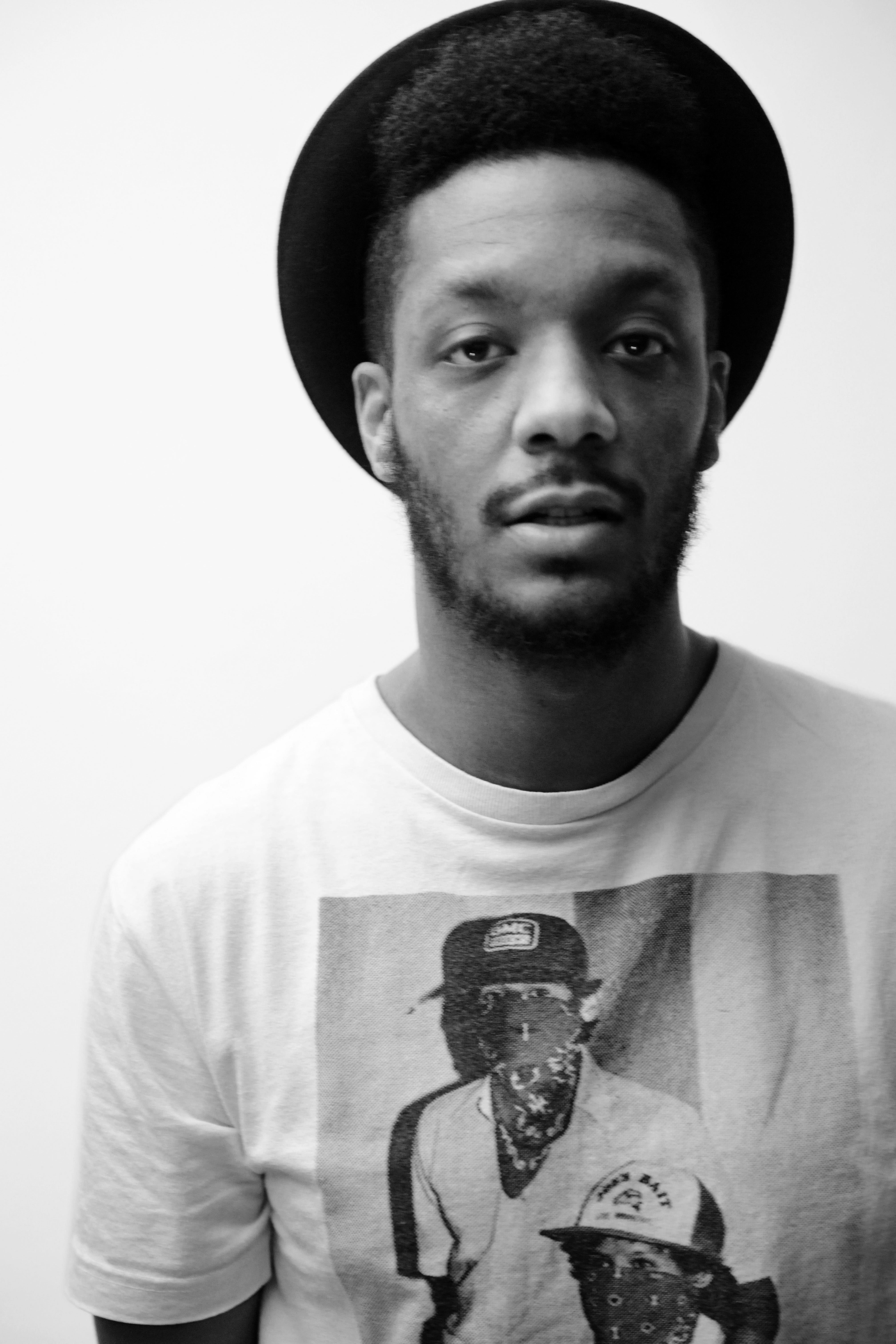
Adam Tensta

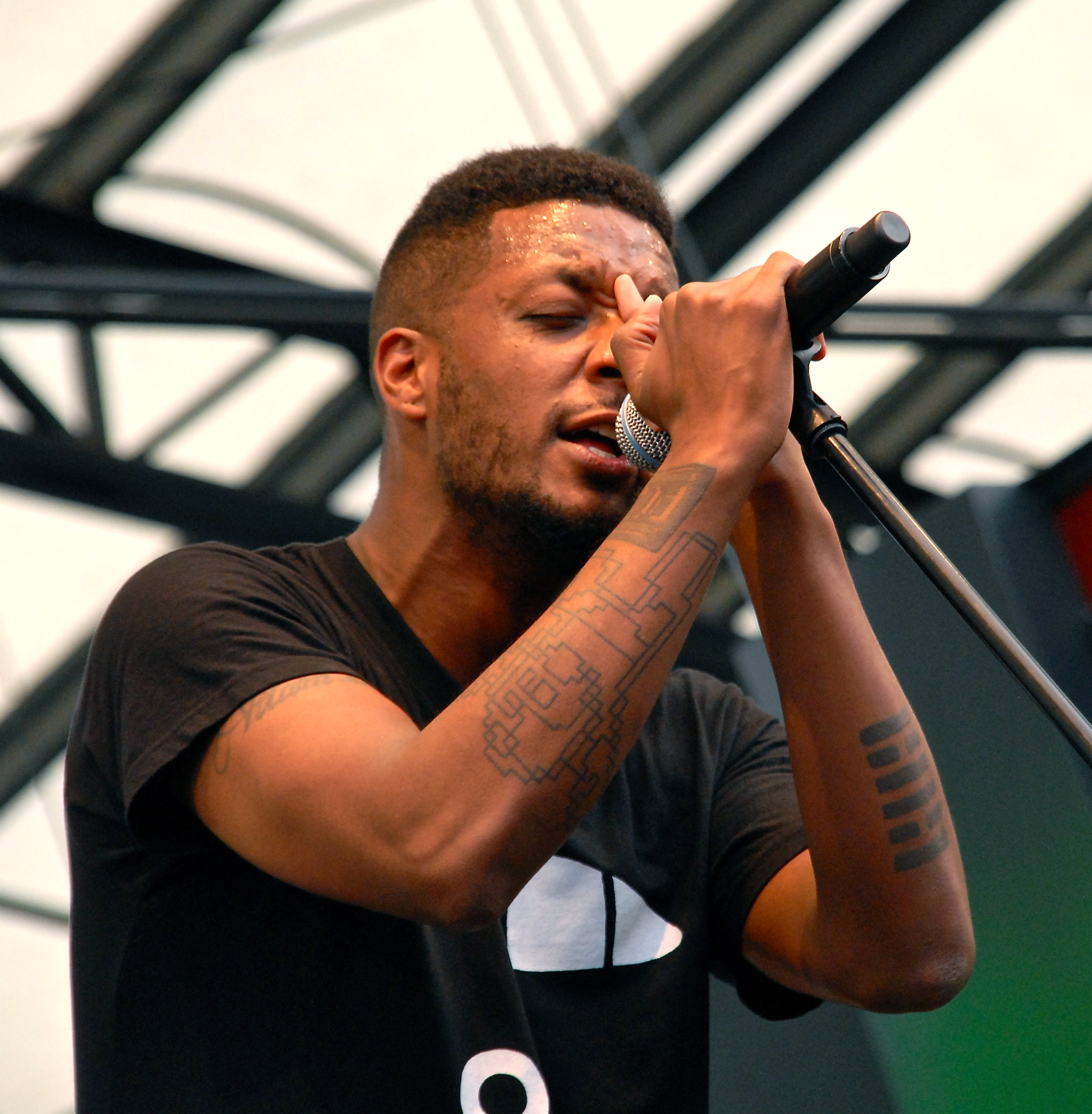
Adam Tensta (2011)

Adam Tensta (* 1. August 1983 im Stockholmer Stadtteil Tensta; bürgerlich: Adam Momodou Eriksson Taal) ist ein schwedischer Rapper. Sein Debütalbum It’s a Tensta Thing gewann 2008 den schwedischen Musikpreis Grammis in der Kategorie Dance/Hip Hop/Soul Album.
Tenstas Song My Cool wurde von MTV in die Liste der besten 100 Songs 2007 aufgenommen. Der amerikanische Blogger Perez Hilton bloggt regelmäßig über die Musik von Adam Tensta. Bei den MTV Europe Music Awards 2008 wurde er in der Kategorie Bester schwedischer Act nominiert, verlor aber gegen Neverstore. Tensta eröffnete die Good Girl Gone Bad Tour von Rihanna bei allen europäischen Terminen außerhalb von Großbritannien. Im März 2011 hatte Adam Tensta einen Auftritt beim deutschen Online-Fernsehformat Halt die Fresse. Seine Musik wurde für die Videospiele Street fighter III: 3rd strike und NBA2K10 ausgewählt.

## Diskografie

### Alben
| Jahr | Titel               | Höchstplatzierung, Gesamtwochen, AuszeichnungChartsChartplatzierungen (Jahr, Titel, Platzierungen, Wochen, Auszeichnungen, Anmerkungen) | Anmerkungen |
| Jahr | Titel               | SE | Anmerkungen |
| ---- | ------------------- | --- | ----------- |
| 2007 | It’s a Tensta Thing | SE45 (3 Wo.)SE |             |
| 2011 | Scared of the Dark  | SE37 (1 Wo.)SE |             |

Weitere Alben
- 2009: It’s a Tensta Thing (internationale Version)
- 2013: Last Days of Punk (Vinyl)
- 2015: The Empty

### Singles
| Jahr | Titel Album                         | Höchstplatzierung, Gesamtwochen, AuszeichnungChartsChartplatzierungen (Jahr, Titel, Album, Platzierungen, Wochen, Auszeichnungen, Anmerkungen) | Anmerkungen |
| Jahr | Titel Album                         | SE | Anmerkungen |
| ---- | ----------------------------------- | --- | ----------- |
| 2007 | They Wanna Know It’s a Tensta Thing | SE20 (3 Wo.)SE |             |
| 2007 | My Cool It’s a Tensta Thing         | SE6 (23 Wo.)SE |             |